# Decennium Dum Expletur
Decenium Dum Expletur (1 de setembro de 1949) é uma Carta Apostólica do Papa Pio XII aos bispos da Polônia sobre o sofrimento do povo polonês.
O pontífice descreve suas políticas de paz antes da Segunda Guerra Mundial, destinadas a evitar a guerra. "Nada se perde com a paz, tudo pode se perder com a guerra". Tentamos de tudo com todos os meios à nossa disposição para impedir o uso de armas e buscar uma solução honrosa para todos os lados.
- - Quem é capaz de enumerar os sofrimentos do povo polonês durante os longos anos de subjugação, a incrível perda de vários milhões de sua população, pereceu na guerra, como conseqüência de atividades de guerra e em campos de concentração. O enorme número de pessoas que sofreram feridos, a grande destruição da economia, as muitas medidas ilegais dos ocupantes. Vemos com o nosso espírito a devastação do seu país, o número infinito de refugiados e pessoas deslocadas que perderam suas casas. Nossos ouvidos ainda ouvem os soluços de mães e mulheres, que choram seus amados caídos, os gemidos solitários dos idosos e doentes, sem qualquer ajuda, os gemidos dos pequeninos, deixados sozinhos, sem nenhuma proteção, os gritos dos feridos e os chocalhos da morte dos moribundos.[3]

O papa continua que, enquanto a ocupação e a guerra alemãs terminaram, a Igreja não recuperou sua liberdade legítima, que é lamentável, à luz de suas muitas ajudas à nação polonesa durante a guerra. O tempo da perseguição ainda não acabou. Ele lembra os bispos da gloriosa história polonesa, rica em heroísmo, mas também com dor e sofrimento. Mas em mil anos de Cristianismo, o povo polonês nunca se tornou infiel a Jesus Cristo e sua Igreja. Ele espera que os muitos sacrifícios poloneses levem à paz de Cristo e ao bem-estar material desta grande nação. Ele conclui com sua Bênção Apostólica "a esta grande nação, que tanto amamos". 

## 2
1. ↑  AAS 1949, 450
2. ↑  AAS, 1939 478
3. 1 2  AAS 1949, 451